# The Purge: Anarchy
The Purge: Anarchy (Brasil: Uma Noite de Crime 2: Anarquia / Portugal: A Purga: Anarquia) é um filme de terror estado-unidense, dirigido e escrito por James DeMonaco. É a continuação do filme de 2013, The Purge (Uma Noite de Crime). Foi estreado mundialmente em 18 de julho. Entre o elenco estão Frank Grillo, Carmen Ejogo, Zach Gilford, Kiele Sanchez, e Michael K. Williams. O orçamento total do filme foi de $9 milhões, com um faturamento total de mais de $105,3 milhões de dólares.

## Sinopse
Uma noite em que todos os crimes são legais e todos os hospitais, quartéis de bombeiros e delegacias de polícia nos Estados Unidos são fechadas por 12 horas.
Um casal, Shane e Liz (Zach Gilford e Kiele Sanchez), que estão voltando para casa, têm seu carro sabotado por um grupo de expurgadores e parados no centro de Los Angeles, minutos antes do início da tão esperada noite de purificação começar. Eles terão que fugir de assassinos mascarados em cima de motos, minibikes e caminhões para sobreviverem. Enquanto isso, Leo (Frank Grillo) sai às ruas para se vingar do homem (Brandon Keener) que matou seu filho enquanto dirigia embriagado, mas não foi incriminado, e uma outra mulher com sua filha (Carmen Ejogo e Zoe Alma), são raptadas de sua casa devido a um assalto planejado. Os 5 acabam por se encontrar e tentam sobreviver à terrivel noite em Los Angeles.

## Enredo
Em 21 de março de 2023, pessoas se preparam para participar ou para se proteger do Expurgo anual, que está prestes a começar. Ao mesmo tempo que as televisões falam de como o Expurgo baixou o desemprego e a pobreza a níveis históricos, grupos anti-expurgo fazem transmissões narradas por um ativista chamado Carmelo, que acusa o Expurgo de ser uma desculpa para aniquilar a população pobre, que não pode pagar para se proteger.
Em Los Angeles, Eva Sanchez, uma garçonete, volta para casa, onde mora com a filha Cali e seu pai doente Papa Rico. A família tranca seu apartamento, mas Papa escapa e entra em uma limusine. Ele deixa para trás uma nota explicando que vendeu sua vida a uma família rica que irá matá-lo para se expurgar, em troca de 100 mil dólares, a serem transferidos para a conta delas após o expurgo.
O casal Shane e Liz estão se dirigindo para a casa da irmã de Shane para se abrigar do expurgo. Ao parar num mercado, são provocados por uma gangue de expurgadores. Alguns quilômetros adiante, o carro deles morre a poucos minutos do início do expurgo, e eles desconfiam que foram sabotados pela gangue. A pé, eles buscam abrigo na cidade. Em algum outro lugar, o policial de folga Leo Barnes diz a sua ex-mulher que aproveitará a noite para vingar a morte do filho deles, e sai à caça fortemente armado em seu carro.
Eva e Cali observam um caminhão estacionar na rua delas. Dele sai uma tropa de paramilitares fortemente armados que invadem o prédio em busca de vítimas. Enquanto isso, o apartamento delas é invadido pelo zelador, que deseja estuprá-las. A tropa chega a o local, mata o homem, mas leva as duas, que tentam resistir. Leo passa pelo local e, ao ver a luta delas, decide ajudá-las, matando os paramilitares e ferindo o líder deles, Big Daddy. Enquanto isso, Shane e Liz encontram o carro de Leo e tentam se proteger dentro dele. Leo decide levar as duas com ele para protegê-las. Ao encontrar o casal dentro de seu carro, ele tenta expulsá-los, mas Big Daddy se recupera e abre fogo contra eles com uma M134 Minigun. Os cinco então escapam no carro de Leo, que sucumbe aos danos causados pelos tiros alguns quarteirões adiante. Leo quer deixá-los à própria sorte, mas Eva promete que ele pode conseguir outro carro no apartamento de uma colega de trabalho, Tanya, e então ele concorda em seguir com eles.
Nas próximas horas, eles sobrevivem a diversos ataques de expurgadores e dos paramilitares, que os perseguem hackeando câmeras pela cidade. Durante as lutas, eles descobrem que grupos anti-expurgo estão eliminando os paramilitares. Quando o quinteto chega ao apartamento de Tanya, Eva revela que não há carro nenhum. A irmã de Tanya, Lorraine, repentinamente mata ela a tiros por ter dormido com seu marido. O quinteto foge da confusão e, após enfrentar Big Daddy mais uma vez, acaba sendo capturado pela gangue que sabotou o carro de Liz e Shane.
Contudo, a gangue não quer matá-los. Eles vendem suas vítimas a um grupo de milionários que se reúne num evento de gala onde leiloam o direito de participar de uma caça às vítimas num campo coberto. Uma vez dentro do campo, Leo consegue dominar um dos ricos e, com sua arma e seu óculos de visão noturna, elimina os demais participantes. O grupo de paramilitares invade o local à caça do quinteto e consegue matar Shane. Um grupo anti-expurgo, liderado por Carmelo e Dwayne (o sujeito que se abriga na casa dos Sandin no filme anterior), também invade o local e combate os paramilitares, dando uma brecha para o quarteto fugir. Contudo, Liz decide ficar para vingar a morte do marido. No carro de um dos milionários, Leo, Eva e Cali fogem.
Leo dirige para a casa de Warren Grass, o homem que atropelou e matou seu filho no ano anterior enquanto dirigia bêbado. Dentro da casa, Leo ataca ele e sua esposa. Ao sair do local, ele é baleado por Big Daddy, que revela que os New Founding Fathers (o partido que governa os Estados Unidos e que instituiu o Expurgo) acreditam que os expurgos não estão matando pobres o suficiente e que os paramilitares têm sido enviados em segredo para elevar a taxa de mortes. Ele então se prepara para executar Leo, mas Warren sai de sua casa e mata Big Daddy antes. É revelado então que Leo o poupou e o perdoou. Quando mais uma tropa de paramilitares se prepara para matá-los, soam as sirenes anunciando o final do Expurgo. Warren, Eva e Cali então se apressam a levar Leo para um hospital.
OBS: Ao final do filme um erro em "364 dias para o próximo expurgo anual", uma vez que o ano de 2024 é bissexto e, portanto, a contagem correta seria de 365 dias.

## Elenco
- Frank Grillo – Sargento Leo Barnes[3][4]
- Carmen Ejogo – Eva Sanchez
- Zach Gilford – Shane
- Kiele Sanchez – Liz
- Zoë Soul – Cali Sanchez
- Justina Machado – Tanya
- John Beasley – Papa Rico Sanchez
- Jack Conley – Big Daddy
- Noel G. – Diego
- Castulo Guerra – Barney
- Michael K. Williams – Carmelo Johns
- Edwin Hodge – The Stranger
- Keith Stanfield – Young Ghoul Face
- Roberta Valderrama – Lorraine
- Niko Nicotera – Roddy
- Brandon Keener – Warren Grass
- Judith McConnell – Host Purger (creditado como Mulher Velha Elegante)

## Produção
Em 10 de junho de 2013 a Universal Pictures anunciou o desenvolvimento da sequência, após o sucesso do primeiro filme (Uma Noite de Crime). Mais tarde, em 24 de outubro de 2013 a Universal Pictures anunciou que o diretor/escritor James DeMonaco voltaria para a sequência, e que a data de estreia do filme seria dia 20 de Junho de 2014.
Em 11 de dezembro de 2013 a Universal Pictures adicionou Frank Grillo na equipe de atores do filme. Em 17 de Dezembro mais 4 atores se juntaram ao elenco, Michael K. Williams, Zach Gilford, Carmen Ejogo e Kiele Sanchez. Em 18 de Dezembro Zoe Borde também se juntou ao elenco.  Em 29 de janeiro de 2014, foi revelado que o título oficial da sequência seria The Purge: Anarchy (Uma Noite de Crime 2: Anarquia). Em 28 de fevereiro de 2014 a Universal Pictures adiou a data de lançamento de 20 de junho para 18 de julho de 2014.

## Lançamento
O filme foi lançado nos Estados Unidos e Canadá em 3033 salas de cinema, e arrecadou $2.6 milhões em sua primeira noite. Na sua primeira semana, o filme arrecadou $28.4 milhões, ficando em 2º lugar entre os filmes mais vistos daquela semana. A sequência arrecadou $ 6 milhões a menos que seu filme original que arrecadou $34 milhões em sua primeira semana. Obteve um faturamento de $105.300.000 milhões de dólares.

### Recepção da crítica
Após seu lançamento, o filme recebeu críticas mixas, embora a maioria dos críticos terem dito que o filme teve uma melhoria em relação ao seu antecessor. O filme, com base em 114 críticos, detém atualmente uma classificação de 57% de aprovação no Rotten Tomatoes. Em uma crítica conjunta o filme é definido como "Corajoso, medonho, e extraordinariamente ambicioso, The Purge: Anarchy represente uma pequena melhoria em relação ao seu antecessor, mas ainda não é tão esperto e resonante como tenta ser.". No Metacritic o filme tem pontuação de 49 de 100, com base em 31 críticas. O filme também recebeu nota "B" no CinemaScore, uma melhoria em relação ao original The Purge, que recebeu um "C".

### Marketing
O primeiro trailer foi lançado em 18 de Fevereiro de 2014, o segundo em 27 de março e o terceiro em 23 de junho.